# フレッド・サベージ
フレッド・サベージ（Fred Savage、1976年7月9日 - ）は、アメリカ合衆国・イリノイ州出身の元子役、俳優、声優、映画監督。

## 来歴
1976年、イリノイ州のグレンコーに生まれたサベージは、早い頃からコマーシャルなどに出演し始めて演技のキャリアを積み、4歳で映画デビュー。特に日本、アメリカで知られ始めたのは人情ドラマ『素晴らしき日々』のケビン・アーノルド役。アメリカでは1988年-1993年まで放送され人気を博し、日本でもNHKで1992年から放送され、今も尚多くのファンを誇っている。
スタンフォード大学を卒業して、最近では2004年に結婚したジェニファー・リン・ストーンとの間に男児を儲けている。ちなみに同じくNHKで放映された『ボーイ・ミーツ・ワールド』に出演していたベン・サヴェージは実の弟にあたり、同ドラマにはゲスト出演している。また同作品の2エピソードも監督した。
俳優業だけに留まらず、多くのテレビドラマなどを監督し、2007年にはキューバ・グッディング・Jr主演の『チャーリーと18人のキッズ in ブートキャンプ』で映画監督デビュー。それ以降はディレクターとしての腕も認められ、2007年にはディズニー・チャンネルの『22世紀ファミリー フィルにおまかせ』の9エピソードを監督し、全米監督協会の監督賞にもノミネートされた。

## 主な出演作品

### 映画
| 公開年 | 邦題 原題                                                         | 役名                         | 備考               |
| ------ | ----------------------------------------------------------------- | ---------------------------- | ------------------ |
| 1986   | ミリィ/少年は空を飛んだ The Boy Who Could Fly                     | ルイス                       |                    |
| 1987   | プリンセス・ブライド・ストーリー The Princess Bride               | 孫                           |                    |
| 1988   | バイス・バーサ/ボクとパパの大逆転 Vice Versa                      | チャーリー                   |                    |
| 1988   | 走れ!デビッド Run Till You Fall                                   | デビッド                     | テレビ映画         |
| 1989   | リトル・モンスター Little Monsters                                | ブライアン・スティーヴンソン |                    |
| 1989   | スウィート・ロード The Wizard                                     | コーリー・ウッズ             |                    |
| 2002   | オースティン・パワーズ ゴールドメンバー Austin Powers Gold Member | ナンバー3                    |                    |
| 2002   | ルールズ・オブ・アトラクション The Rules of Atraction             | マーク                       |                    |
| 2004   | ムースポート Welcome to Mooseport                                 | バラード                     |                    |
| 2004   | ラスト・ラン The Last Run                                         | スティーヴン・グッドソン     |                    |
| 2018   | だめんず・コップ2 Super Troopers 2                                | 本人役                       |                    |
| 2018   | デッドプール2のおとぎばなし Once Upon a Deadpool                  | 孫、本人                     | 日本では2019年配信 |

### テレビシリーズ
| 放映年    | 邦題 原題                                                  | 役名                 | 備考                |
| --------- | ---------------------------------------------------------- | -------------------- | ------------------- |
| 1986      | トワイライト・ゾーン Twilight Zone                         | ジェフ               | 1エピソード         |
| 1988-1993 | 素晴らしき日々 The Wonder Years                            | ケヴィン・アーノルド | 115エピソード       |
| 1997      | アウター・リミッツ The Outer Limits                        | ダニー・マーティン   | 1エピソード         |
| 1997-1999 | Working                                                    | マット               | 39エピソード        |
| 1998      | ボーイ・ミーツ・ワールド Boy Meets World                   | スチュアート         | 1エピソード         |
| 2001-2003 | Hello!オズワルド Oswald                                    | オズワルド           | 25エピソード        |
| 2003      | LAW & ORDER:性犯罪特捜班 Law & Order: Special Victims Unit | マイケル・ガードナー | 1エピソード         |
| 2006      | Crumbs                                                     | ミッチ・クラムズ     | 13エピソード        |
| 2009      | ファミリー・ガイ Family Guy                                | 本人                 | アニメ、1エピソード |

### テレビアニメ
- Hello!オズワルド Oswald
- ジャスティス・リーグ Justice League (2004)
- キム・ポッシブル Kim Possible (2004-2007)
- ファミリー・ガイ Family Guy(2009) - 本人役
- ジェネレーター・レックス　Generator Rex (2010-)

## 監督
| 公開年 放映年 | 邦題 原題                                                      | 作品           | 備考         |
| ------------- | -------------------------------------------------------------- | -------------- | ------------ |
| 1999,2000     | ボーイ・ミーツ・ワールド Boy Meets World                       | テレビシリーズ | 2エピソード  |
| 2004-2006     | 22世紀ファミリー フィルにおまかせ Phil of the Future           | テレビシリーズ | 9エピソード  |
| 2006          | キッチン・コンフィデンシャル Kitchen Confidential              | テレビシリーズ | 1エピソード  |
| 2006,2007     | シークレット・アイドル ハンナ・モンタナ Hannah Montana         | テレビシリーズ | 2エピソード  |
| 2007          | チャーリーと18人のキッズ in ブートキャンプ Daddy Day Camp      | 映画           |              |
| 2007-2008     | ウェイバリー通りのウィザードたち Wizards of Waverly Place      | テレビシリーズ | 3エピソード  |
| 2007-2009     | フィラデルフィアはいつも晴れ It's Always Sunny in Philadelphia | テレビシリーズ | 19エピソード |
| 2008          | アグリー・ベティ Ugly Betty                                    | テレビシリーズ | 1エピソード  |
| 2011-2013     | モダン・ファミリー Modern Family                               | テレビシリーズ | 4エピソード  |
| 2011-2013     | NYボンビー・ガール 2 Broke Girls                               | テレビシリーズ | 11エピソード |